# Kenya Women Microfinance Bank Limited
Kenya Women Microfinance Bank Limited — кенийская компания, осуществляющая деятельность в сфере банковского обслуживания и микрофинансового кредитования бедных слоев населения, с выраженным акцентом своей деятельности на женское население Кении. Крупнейшая по количеству филиалов микрофинансовая компания Кении. Является дочерним предприятием Kenya Women Holding (KWH). Выдает кредиты исключительно женщинам.
Компания Kenya Women Holding образовалась в 1981 году, в 1982 году вошла в число компаний-партнеров Всемирного женского банка. В 2008 году была образована дочерняя компания Kenya Women Microfinance Bank Limited, основной целью компании, при создания, являлось обеспечение женщин мелких предпринимателей доступом к финансовым услугам, которые в свою очередь помогут женщинам улучшить своё экономическое положение.
Компания имеет наиболее глубокий уровень проникновения в сельские районы страны. В своей деятельности отталкивается от интересов кенийских женщин предпринимателей создавая продукты и услуги ориентированные на их потребности. Согласно концепции компании, женщина является ключевым игроком рынка мелкого предпринимательства, имея при этом значительно более низкий в сравнении с мужчинами уровень доступа к финансовым потокам и финансовым услугам.
Количество клиентов работающих с компанией превышает 600 000 человек. Имеет сеть из 231 полевого офиса, которая охватывает 45 из 47 округов в Кении, штат компании 2100 человек, половина из которых женщины.
Совокупный портфель выдаваемых кредитов равен 153 000 000 долларов, количество клиентов 346 000 человек.